# عثمان سيناف
عثمان سيناف (بالتركية: Osman Sınav)‏ كاتب ومخرج ومنتج من تركيا ولد في بلدة يشيلووة. درس الفنون في مدينة إسطنبول.

## وفاته
توفي سيناف في إسطنبول في 20 مارس 2025 بعد صراع مع السرطان، عن عمر ناهز 68 عامًا.

## روابط خارجية
- عثمان سيناف على موقع IMDb (الإنجليزية)
- عثمان سيناف على موقع ألو سيني (الفرنسية)
- عثمان سيناف على موقع أول موفي (الإنجليزية)
- عثمان سيناف على موقع قاعدة بيانات الفيلم (الإنجليزية)
- عثمان سيناف على موقع كينوبويسك (الروسية)